# Walram von Veldenz

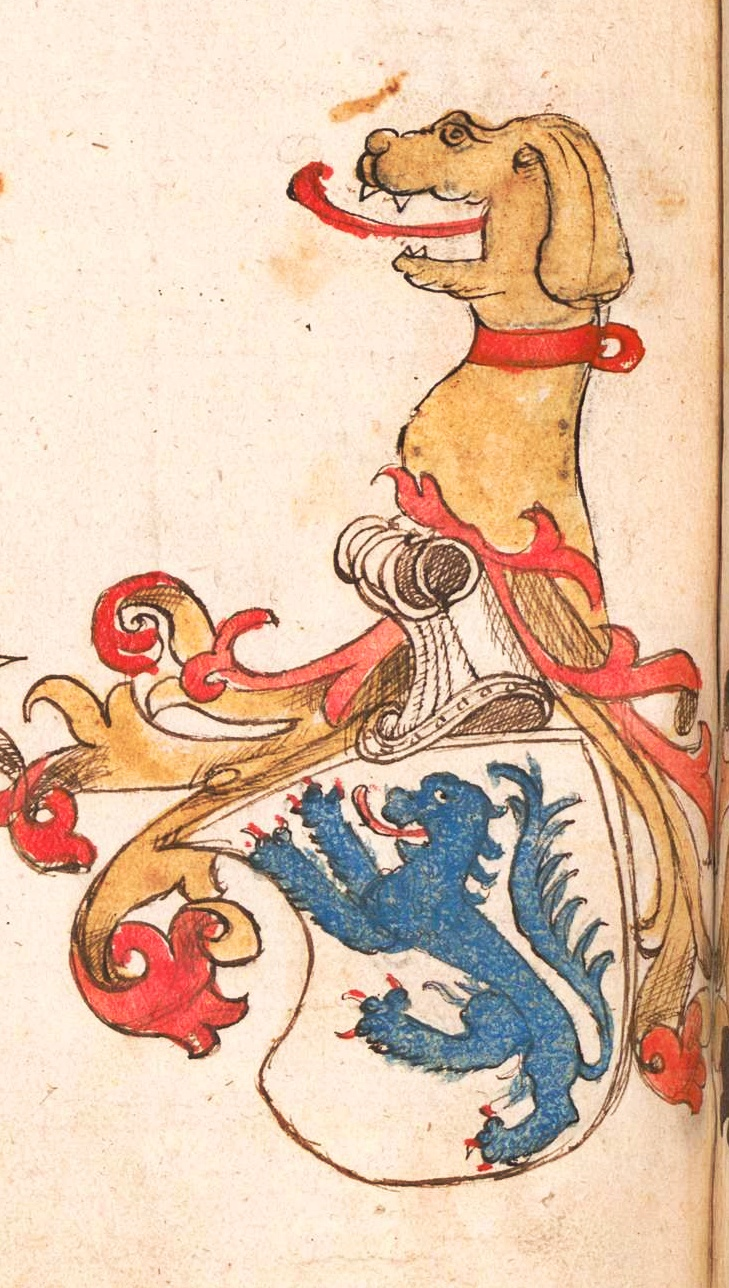
Wappen der Grafen von Veldenz

Walram von Veldenz († 27. August 1336) war Bischof von Speyer von 1329 bis 1336.

## Herkunft
Sein Vater Graf Heinrich I. von Hohengeroldseck († 1298) hatte sich in zweiter Ehe mit Agnes von Veldenz, Erbtochter der gleichnamigen Grafschaft verbunden. Sie war die Großnichte des Mainzer Erzbischofs Gerhard I. von Dhaun und des Freisinger Bischofs Konrad II.; namhafte Cousins ihres Vaters Gerlach V. von Veldenz sind der oberdeutsche Templer-Provinzmeister Friedrich Wildgraf von Kyrburg sowie Bischof Emicho Wildgraf von Kyrburg.
Nachdem die ursprünglichen Veldenzer 1259 im Mannesstamm ausstarben und Heinrich I. mit seiner Frau als Erbin die dortige Regierung übernahm, nannte er sich Graf von Veldenz. Auch der Sohn Walram trug diesen von der mütterlichen Linie übernommenen Geschlechtsnamen.
Des Bischofs Bruder Graf Georg I. von Veldenz, königlicher Landvogt im Speyergau, ehelichte Agnes von Leiningen, die Schwester des Speyerer Bischofs Emich von Leiningen.

## Leben
Walram von Veldenz erscheint bereits 1277 urkundlich als Domkustos von Speyer, um 1314 wurde er Dompropst. Im gleichen Jahr ist er auch als Domherr in Straßburg nachgewiesen, 1321–1327 war er dort ebenfalls Dompropst. 
Nach dem Tod des Speyerer Bischofs Emich von Leiningen (1328) wählte ihn das Domkapitel zum Bischof, während Papst Johannes XXII. Berthold von Buchegg dazu ernannte. Da er auf seinem Recht bestand transferierte man Buchegg im Oktober des Jahres nach Straßburg und der Papst bestätigte Walram von Veldenz am 9. Mai 1329 als Bischof von Speyer. Walram war ein Anhänger Ludwigs des Bayern und vertrat die Interessen seiner leiningischen Verwandtschaft. Aufgrund der lang anhaltenden finanziellen Schieflage des Hochstiftes gab der Bischof 1330/1331 seine weltlichen Funktionen an einen Administrator in der Person des Balduin von Luxemburg ab. Walram erhielt nie die Bischofsweihe. Seine erste bischöfliche Urkunde vom 25. August 1329 ist ein Spendenaufruf zugunsten der Kirche des Hl. Einsiedlers Philipp in Zell.  
Walram von Veldenz starb 1336 und wurde seinem Wunsch gemäß vor dem Hochaltar der Speyerer Dominikanerkirche beigesetzt.

## Wappen
Das fürstbischöfliche Wappen ist üblicherweise geviert. Die Felder des Wappenschildes führen im Wechsel das Familienwappen der Veldenz und das Wappen des Bistums Speyer, ein silbernes Kreuz auf blauem Grund. Das Familienwappen der Grafen von Veldenz ist ein aufrecht schreitender blauer Löwe auf silbernem Grund.